# Women's Flat Track Derby Association (WFTDA)
| \| Women's Flat Track Derby Association \| | \| Women's Flat Track Derby Association \| |
| ------------------------------------------ | --- |
|                                            | |
| Formación                                  | 2004 |
| Ligas                                      | 397 ligas miembros 48 ligas aprendices |
| Países                                     | Argentina · Australia · Austria · Bélgica · Brasil · Canadá · Chile · Colombia · Dinamarca · España · Finlandia · Francia · Alemania · Irlanda · Japón · México · Países Bajos · Nueva Zelanda · Noruega · Suecia · Reino Unido · Estados Unidos |
| Campeón                                    | Rose City Rollers (División 1) |
| Mayor cantidad de títulos                  | Gotham Girls Roller Derby (5) |
| Sitio Web                                  | WFTDA.com |
| Women's Flat Track Derby Association       | |

La Women's Flat Track Derby Association (WTFDA) (Asociación Femenina de Roller derby en Pista Plana, por sus siglas en inglés) es una asociación de ligas de Roller derby femenino, que congrega equipos de todo el mundo. La organización fue fundada en abril de 2004 como la United Leagues Coalition (ULC)  pero fue rebautizada en noviembre de 2005. Está registrada en Raleigh, North Carolina como una organización de ligas tipo 501(c)(6) un tipo de organización sin fines de lucro.
La organización  "promueve y alberga el deporte de roller derby femenino en pista plana, facilitando el desarrollo de las habilidades atléticas, deportivismo y buen trato entre ligas miembros." Asimismo, se rige por la filosofía de “hecho por patinadoras, para patinadoras.” Las mujeres patinadoras son generalmente las administradoras o dueñas de las ligas miembro.

## Historia
En 2004, la United Leagues Coalition (ULC) era un foro de discusión electrónico informal, a través del cual las ligas se comunicaban para organizar partidos interliga. Luego, la ULC evolucionó cuando en julio de 2005, representantes de 20 ligas se reunieron en Chicago para debatir la formación de una organización que rigiera el deporte En esta reunión se estableció un sistema de votación y una lista de objetivos y metas para facilitar los partidos interliga. Entre estos objetivos se encontraba la estandarización de un reglamento.
En noviembre de 2005, la ULC votó para cambiar su nombre a Women's Flat Track Derby Association (WFTDA), con un plantel inicial de 22 miembros  En los primeros meses de 2006, 30 miembros conformaban el plantel y se publicó el primer reglamento, y lineamientos para la marcación de la pista.
En junio de 2008 el WFTDA Rules Committee (comité de reglas de WFTDA) creó el programa de certificación de referís.  Para abril de 2009 WFTDA publicó la cuarta versión de su reglamento, revisado y corregido. Este reglamento comenzó a tener vigencia el 1 de junio de 2009.
En noviembre de 2015, WFTDA amplió sus políticas para la protección contra la discriminación por identidad de género, para incluir mujeres transgénero e intersexuales.

## Roller derby en Hispanoamérica
El roller derby de pista plana bajo el reglamento WFTDA está muy desarrollado en el mundo hispanoparlante. Sin embargo, son pocas las ligas que están asociadas formalmente a WFTDA. La Asociación está buscando ganar terreno, fomentando la formalización de la membresía de las ligas que prectican este deporte. Comenzando en julio de 2012, WFTDA sumó a sus filas la primera liga latinoamericana, Rock N Roller Queens de Colombia. Desde entonces, cada vez más ligas se fueron sumando al programa:
- 2x4 Roller Derby[14] (Buenos Aires, Argentina), liga miembro (#12 del ranking)[15]
- Barcelona Roller Derby[16] (Barcelona, España), liga aprendiz
- Bogotá Bone Breakers[17] (Bogotá, Colombia), liga miembro (sin ranking)
- Complot Derby Club[18] (Santiago, Chile), liga aprendiz
- Gray City Rebels[19] (Sao Paulo, Brasil), liga miembro (sin ranking)
- Ladies of HellTown[20] (Sao Paulo, Brasil), liga miembro (sin ranking)
- Metropolitan Roller Derby Chile[21] (Santiago, Chile), liga aprendiz
- Rock N Roller Queens[22] (Bogotá, Colombia), liga miembro (sin ranking)
- Roller Derby Madrid[23] (Madrid, España), liga miembro (sin ranking)
- Sailor City Rollers[24] (Buenos Aires, Argentina), liga miembro (#42 del ranking)[15]
- Tenerife Roller Derby[25] (Tenerife, España), liga aprendiz
- Colmena Roller Derby (Conurbano sur de Buenos Aires, Argentina), liga miembro (sin ranking)

## WFTDA Championships

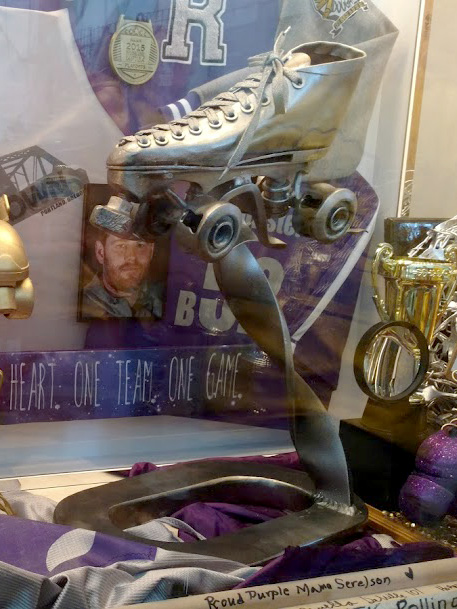
The Hydra, el trofeo que se entrega al campeón de WFTDA

Todos los años, WFTDA entrega un trofeo llamado The Hydra, que se disputa en la competencia más alta del Roller derby: los WFTDA Championships (o "Champs").
El formato de Champs fue variando con el tiempo: como excepción a los habituales 40 equipos que competían en División 1, en 2017 fueron 36 los equipos que compitieron en tres torneos separados, a modo de eliminatoria (conocido como Playoffs). Luego, los cuatro mejores posicionados en cada uno de esos torneos compitieron en los WFTDA Championships en una llave de 12 equipos. Por otra parte, los 16 mejores equipos de División 2 compitieron en el último trofeo de esa división hasta la fecha.
En 2018, los cuatro mejores equipos de la tabla de temporada regular avanzaron directo a Champs sin jugar Playoffs. Luego, los 24 equipos siguientes fueron invitados a dos torneos de Playoffs, de los cuales se coronaron a tres medallistas por evento. Esos seis medallistas, junto con los cuatro que avanzaron directo, jugaron Champs 2018 en una llave de 12 equipos. En 2018 no hubo Champs de División 2, jugándose en cambio las llamadas "Continental Cups" con un ganador en cada una de ellas.
| Año           | Campeón División 1          | División 2              |
| ------------- | --------------------------- | ----------------------- |
| 2018 Champs   | Rose City Rollers           | N/D                     |
| 2017 Champs   | Victorian Roller Derby      | Boston Roller Derby     |
| 2016 Champs   | Rose City Rollers           | Blue Ridge Rollergirls  |
| 2015 Champs   | Rose City Rollers           | Sacred City Derby Girls |
| 2014 Champs   | Gotham Girls Roller Derby   | Detroit Derby Girls     |
| 2013 Champs   | Gotham Girls Roller Derby   | Jet City Rollergirls    |
| 2012 Big 5    | Gotham Girls Roller Derby   | N/D                     |
| 2011 Big 5    | Gotham Girls Roller Derby   | N/D                     |
| 2010 Big 5    | Rocky Mountain Rollergirls  | N/D                     |
| 2009 National | Oly Rollers                 | N/D                     |
| 2008 National | Gotham Girls Roller Derby   | N/D                     |
| 2007 National | Kansas City Roller Warriors | N/D                     |
| 2006 National | Texas Rollergirls           | N/D                     |

## Sistema de divisiones
Hasta 2013, WFTDA se organizaba en regiones geográficas con una tabla de posiciones que se actualizaba cuatrimestralmente. Con la incorporación de equipos internacionales, se implementó un sistema competitvo donde el ranking se calcula a partir de los resultados de los partidos. Al implementar esto, creó el concepto de divisiones y una estructura de torneos eliminatorios que se disputan en cada división. Los equipos se clasifican en tres divisiones de acuerdo a su posición en la tabla, y su división asignada permanecía fija durante toda la temporada. Luego las divisiones se volvieron dinámicas, y un equipo puede subir o bajar de categoría en cualquier momento del año.
Hasta el año 2016, los 40 mejores equipos se clasificaban como División 1, los posicionados entre el 41 y el 60 como División 2. Cada división compite por un título (Championship). Los torneos eliminatorios (Playoffs) se disputan entre los equipos de cada división de acuerdo a su posición en el ranking el 30 de junio de cada año. Los equipos posicionados desde el 61 en adelante se clasifican como División 3, pero no disputan un campeonato.
Como excepción, en 2017 sólo los mejores 36 equipos de la tabla conformaron División 1, y los siguientes 12 conformaron División 2 (cubriendo así 52 equipos, en lugar de 60), en un intento por reducir la cantidad de eventos y reasignar recursos económicos en otras actividades de WFTDA.
Desde 2018, Division 1 la conforman los mejores 28 equipos de la tabla. y se eliminó el Championship de Division 2, dando lugar a torneos locales conocidos como "Contintental cups". En 2019, el formato se repitió.

## Ranking WFTDA
WFTDA utiliza un algoritmo de ranking similar al sistema Elo, en donde los equipos son clasificados de acuerdo al puntaje obtenido en los partidos que disputan entre sí, considerando un factor de peso (conocido como Strength Factor) que determina su valor relativo. Es decir, cada equipo tiene asignado un valor (cuando más alto, mejor es el equipo) y ese valor se multiplica por los puntos obtenidos por su rival.
WFTDA no utiliza el sistema directo como en otros deportes (donde las tablas de posiciones se determinan por partidos ganados y perdidos) ya que los equipos no juegan en el formato "todos contra todos". Las distancias georgáficas y la falta de financiación imposibilitan este formato. Los equipos, en cambio, sólo necesitan jugar cuatro partidos antes del 30 de junio para clasificar en la tabla de posiciones que determinará si participan de los torneos eliminatorios del año. Estos cuatro partidos son de común acuerdo entre rivales, y el uso de un sistema directo daría lugar a especulación a la hora de elegir el rival.
La forma de nivelar el terreno entre rivales de nivel desigual es asignar un factor de peso a cada equipo, y que el resultado del encuentro no se determine solamente por los puntos convertidos en el campo de juego (donde el resultado es directo, y hay un ganador y un perdedor), sino que éste se relativice a fines de reflejarlo en el ranking. De esta manera, dos equipos desiguales pueden enfrentarse, y a pesar de que el resultado será claramente ganador para uno de ellos (en término de puntos convertidos en el campo de juego), el algoritmo del ranking WFTDA calculará el resultado en término de puntos de ranking, de acuerdo a un cálculo matemático.

### Cómo calcular los puntos de ranking[35]
Según este algoritmo, hay 300 puntos de ranking en juego que se repartirán entre los dos equipos. Cada equipo se llevará un porcentaje de esos 300 puntos de ranking, de acuerdo a la cantidad de puntos convertidos en el campo de juego. Supongamos un partido entre el equipo A y el equipo B, con un resultado final 240-120. El equipo A convirtió el 66.6% de los 360 puntos totales que se convirtieron en el partido, y el equipo B convirtió el 33.3%. Así, el equipo A se lleva 200 puntos de ranking, y el equipo B se lleva 100 puntos de ranking.
Luego, esos puntos de ranking se multiplican por el factor de peso del rival. Supongamos que el equipo A tiene un factor de peso de 5, y el equipo B tiene un factor de peso de 3. Los 200 puntos de ranking que obtuvo A se multiplicarán por el factor de peso 2 (de su rival) obteniendo un número final de 400 puntos de ranking (200 x 2). Los 100 puntos de ranking que obtuvo B se multiplicarán por 5, obteniendo así 500 puntos de ranking.
El partido fue una victoria para el equipo A, pero a la hora de considerar el resultado para incorporarlo en el ranking WFTDA, el más beneficiado fue B (obtuvo 500 puntos, y su rival obtuvo 400). Esto es porque A tenía un factor de peso de 5 y B un factor de peso de 2. De acuerdo a esta asignación de valor relativo, se esperaba que A convirtiera 5 puntos por cada 2 puntos que convirtiera B. En cambio en este partido B rompió ese pronóstico (convirtiendo 1 de cada 3 puntos) y el hecho de haber superado la expectativa, le da un mayor puntaje en el ranking, y lo hace subir en la tabla de posiciones.

### Cómo calcular el factor de peso[34]
El factor de peso se obtiene por la tabla de ranking propiamente dicha. Los equipos se ubican en la tabla de acuerdo al promedio de puntos de ranking obtenidos en los últimos 12 meses, independientemente de la cantidad de partidos que cada equipo haya jugado.
Luego, una vez conformada la tabla de mayor a menor, se divide el valor de los puntos de ranking de cada equipo por los puntos de ranking del equipo que está en la mitad de la tabla (mediana estadística), y el resultado es el factor de peso de cada equipo. El equipo en la mediana siempre tendrá un factor de peso de 1.
Actualmente el mejor equipo de la tabla es Gotham Girls Roller Derby, con un factor de peso de 7.56. Esto significa que Gotham es siete veces más fuerte que el equipo que está en la mitad de la tabla.